# Norway House
Norway House – miejscowość oraz rezerwat Indian w Kanadzie, w środkowej części prowincji Manitoba, położone nad rzeką Nelson oraz jeziorem Little Playgreen Lake, ok. 30 km na północ od jeziora Winnipeg. W 2006 roku rezerwat liczył 4071, natomiast miejscowość – 521 mieszkańców.
W przeszłości osada była ważnym ośrodkiem komunikacyjnym Kompanii Zatoki Hudsona, znajdującym się na przecięciu szlaków handlu futrem i zaopatrzeniowych. W okolicy znajdowały się trzy punkty handlowe Kompanii: Jack River (1796-1817), Norway House I (1814-24), Norway House II (od 1827, na terenie dzisiejszej miejscowości). Nazwa pochodzi od norweskich drwali, którzy zostali wynajęci w celu utworzenia lądowego szlaku komunikacyjnego pomiędzy osadą a York Factory.
Do lat 70. XIX wieku znaczenie handlowe Norway House jako punktu handlowego upadło. Pomiędzy 1930 a 1970 Kompania wyburzyła większość swoich budynków, pozostawiając jedynie magazyn, areszt i część magazynu prochowego.